# Doug Didero
Doug Didero (Hamilton, 18 de agosto de 1960) é um ex-automobilista canadense.

## Carreira
Didero disputou apenas seis etapas da IndyCar entre 1999 e 2000, pela equipe Mid America Motorsports. Marcou 53 pontos no total.